# Romuald Pląskowski
Romuald Pląskowski herbu Oksza (ur. 7 lutego 1821 w Czarnem, zm. 24 czerwca 1896 w Warszawie) – polski lekarz psychiatra i internista, profesor Szkoły Głównej, docent Cesarskiego Uniwersytetu Warszawskiego, autor podręcznika psychiatrii, twórca polskiej terminologii psychopatologicznej.

## Życiorys
Był synem podpułkownika wojsk polskich, Kajetana Pląskowskiego (1781–1872) i Józefy z Trembeckich (zm. 1791). Miał braci Felicjana i Ignacego oraz siostry Annę, zamężną Kiełczewską, i Pelagię, zamężną Jezierską. Po ukończeniu gimnazjum gubernialnego w Płocku studiował medycynę na Uniwersytecie Dorpackim (1845–1849). Podczas studiów należał do Konwentu Polonia. Tytuł doktora medycyny otrzymał po przedstawieniu pracy Meletemata quaedam de quaestione num salia alcalina albumen coagulatum et membranam mucosam solvere valeant. Przez kolejne trzy lata odbywał podróż naukową w Niemczech, Francji i Anglii. W 1854 roku został ordynatorem w Szpitalu św. Rocha na Krakowskim Przedmieściu. Równocześnie pracował w Wojskowym Szpitalu Ujazdowskim. W latach 1858–1859 na zlecenie Komisji Rządowej Spraw Wewnętrznych i Duchownych odbył kolejną podróż zagraniczną po zakładach dla psychicznie chorych. Po powrocie pracował w Szpitalu św. Rocha i jako psychiatra w Szpitalu św. Jana Bożego przy ul. Bonifraterskiej, gdzie 17 lipca 1862 otrzymał etat pierwszego ordynatora. Od 1862 wykładał w Szkole Głównej Warszawskiej policję lekarską, higienę i dietetykę. Potem przejął po Andrzeju Janikowskim wykłady z psychiatrii dla studentów V kursu medycyny. 20 lipca 1864 otrzymał nominację na profesora nadzwyczajnego policji lekarskiej, higieny i dietetyki, po likwidacji Szkoły Głównej w 1869 został mianowany docentem psychiatrii i dyrektorem kliniki psychiatrycznej Cesarskiego Uniwersytetu Warszawskiego.
Od 1866 członek Rady Lekarskiej Królestwa Polskiego, działał jako referent administracyjno-lekarski i sądowo-lekarski.
Od 1854 członek czynny Towarzystwa Lekarskiego Warszawskiego, w 1888 wybrany na członka honorowego Towarzystwa.
Żonaty z Leokadią Czapską, córką Franciszka Czapskiego, właściciela Radomic; mieli adoptowaną córkę Marię Pelagię Leokadię, zamężną Domaniewską. Pochowany jest w rodzinnym grobie na cmentarzu w Skępem. W swoim testamencie zapisał bibliotekę Towarzystwu Lekarskiemu Warszawskiemu, a z odsetek z ustanowionych przez niego dwóch legat po 2000 rubli wypłacano stypendia za prace w dziedzinie psychiatrii.

## Dorobek naukowy
Był autorem 37 prac naukowych. Napisał podręcznik psychiatrii, który ukazał się w dwóch częściach: część ogólna w 1868, część szczegółowa w 1884. Drugi tom podręcznika zawierał słownik lekarskiej terminologii psychiatrycznej.
Pod jego kierunkiem kształcili się w psychiatrii Albert Rosental, Karol Rychliński, Tadeusz Żłobikowski, Stanisław Chomętowski, Edward Korniłowicz.

## Wybrane prace
- Meletemata quaedam de quaestione num salia alcalina albumen coaculatum et membranam mucosam solvere valeant. Dorpati Livonorum, 1850
- Zdanie sprawy lekarza delegowanego do zwiedzenia znakomitszych zakładów zagranicznych dla leczenia obłąkanych i obeznania się z psychiatryką : rok 1858 do 1859. Warszawa, 1860[5]
- Obłąkanie w połączeniu z epilepsią. Gazeta Lekarska, 1867
- Psychiatrya. Część ogólna. Drukarnia Gazety Polskiej, 1868
- Wyrazownictwo polskie chorób umysłowych. Pamiętnik Towarzystwa Lekarskiego Warszawskiego, 1865
- Podpalenie w obłąkaniu. Gazeta Lekarska, 1868
- Pozorny obłęd kradzieży (simulatio cleptomaniæ). Gazeta Lekarska, 1868
- Zabójstwo własnego dziecka przez uduszenie, czy było rozmyślne, czy w obłąkaniu spełnione? Gazeta Lekarska, 1870
- Szał pijacki przelotny (delirium furibundum) z chwilową utratą samowiedzy (absentia animi). Gazeta Lekarska, 1870
- Psychiatrya. Z. 2, Część szczegółowa. Warszawa, 1884[6]
- Higiena ze względu na stosunki wiejskie i choroby endemiczne. Warszawa, 1888